# Doizieux
Doizieux là một xã trong tỉnh Loire miền trung nước Pháp.

## Geography
The village is situed 30 km away of Saint-Étienne and 50 km away of Lyon. It is in the heart of the Natural regional park of the Pilat.

## Administration
| Periode    | Mayor            |
| ---------- | ---------------- |
| March 2001 | Dominique Crozet |

## Demography
| Năm  | Population |
| ---- | ---------- |
| 1962 | 436        |
| 1968 | 520        |
| 1975 | 478        |
| 1982 | 521        |
| 1990 | 594        |
| 1999 | 645        |
| 2005 | 791        |